# NGC 3331
NGC 3331 este o emission-line galaxy⁠(d) situată în constelația Hidra. A fost descoperită în 1886 de către Frank Muller. Se află la o distanță de 51,72 de megaparseci de Pământ.